# Saint-Bueil
Saint-Bueil település Franciaországban, Isère megyében. Lakosainak száma 707 fő (2022. január 1.). Saint-Bueil Saint-Martin-de-Vaulserre, Velanne, Voissant, Merlas, Saint-Albin-de-Vaulserre és Saint-Geoire-en-Valdaine községekkel határos.

## Népesség
A település népessége az elmúlt években az alábbi módon változott:
| Lakosok száma | 534  | 585  | 559  | 694  | 700  | 702  | 723  | 724  | 718  | 707  |
|               | 1968 | 1982 | 1990 | 2006 | 2013 | 2015 | 2017 | 2019 | 2020 | 2022 |